# Парагвайская арфа
Парагвайская арфа (исп. arpa paraguaya, гуар. paraguái ysapu) — народная арфа, развившаяся в Парагвае из инструмента, привезённого иезуитами в XVII веке, под влиянием культуры гуарани. Национальный инструмент Парагвая.
Парагвайская арфа в основном сопровождает голос гармонически и ритмически, но в её партии встречаются небольшие мелодические фрагменты. При использовании в качестве солирующего инструмента арфе нередко аккомпанирует одна или две гитары. Арфисты играют стоя; это почти всегда мужчины.
Этот инструмент получил широкое международное признание как в Южной Америке, так и в других частях света; в частности, на звукозаписях на парагвайской арфе чаще играют европейцы, чем парагвайцы.

## Конструкция

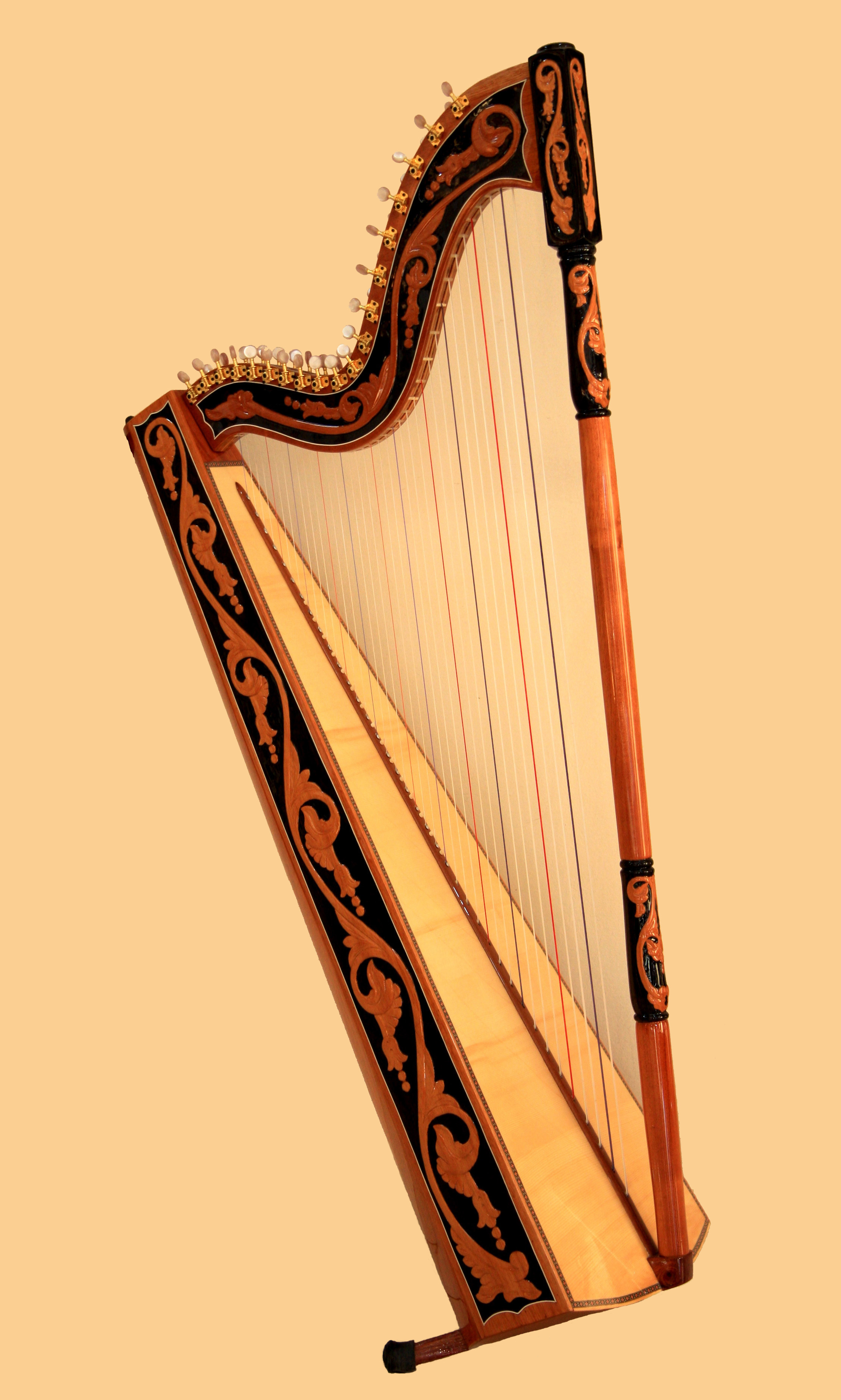
Парагвайская арфа

Конструкция парагвайской арфы в целом соответствует европейской: сверху находится колковая рама, на которой колками закреплены струны; одной стороной рама прикреплена к резонансной деке, укреплённой на резонаторном ящике, а с другой — к колонне. Как и все остальные латиноамериканские арфы, парагвайский инструмент легче своего европейского прародителя и настраивается диатонически. Все части арфы имеют испанские названия:
- колковая рама — исп. cabeza — «голова», либо исп. consola — «консоль»;
- колки — исп. clavijas;
- резонансная дека — исп. tapa armónica;
- резонаторный ящик — исп. caja armónica;
- колонна исп. columna, исп. mango — «ручка», либо исп. brazo — «рука».

Средний вес парагвайской арфы — 10 кг; длина консоли — 138 см; ширина резонаторного ящика у основания — 42 см, у верха — 6 см, длина — 133 см. По сравнению с испанской арфой, у парагвайской сильнее изогнута верхняя часть рамы.
Большинство современных арф имеет 36—38 струн, классическая парагвайская арфа имела 32. Современные струны обычно нейлоновые или сополимерные, тонические струны обычно красные, доминантные — синие или чёрные, а остальные остаются белыми. Дополнительные басовые струны в арфу добавили Фелиш Перес Кардосо и Эпифанио Лопес, также они изобрели особую конструкцию колковой рамы: струны парагвайской арфы протянуты сквозь неё и проходят сквозь отверстия в нижней части. Басовые струны делятся на bordonillas (более высокого звучания) и bordonas, последние при этом плотно обмотаны ещё одной струной. Все струны натянуты слабо.
Колонну часто украшают сложной резьбой, геометрическими фигурами или вырезают на ней силуэт изящной гуарани.
До конца XIX века арфы в основном изготавливали из местных пород древесины: Enterolobium contortisiliquum и Patagonula americana; с 1960-х обычны парагвайские арфы из обыкновенной сосны, Amburana cearensis и Cedrela fissilis.
Некоторые арфисты настраивают инструмент в фа-мажоре, другие — в соль-мажоре или ми-мажоре; некоторые используют систему Арсамендии: чёрные и красные струны всегда играют ля и ми, соответственно, а остальная арфа настроена в фа-мажоре.
Известные мастера-производители парагвайских арф — Папи Галан, Оскар Мальдонадо, Эпифанио Монгес, Аделио Овелар, Марио Овелар, братья Санабрия и Абель Санчес Гименес. Некоторые из них вносили дальнейшие усовершенствования в конструкцию Эпифанио Лопеса: Мариано Гонсалес добавил на парагвайскую арфу рычажки, повышающие звук на полтона, подобно тем, что используются на леверсной арфе; Овелар, Санчес Гименес и некоторые другие мастера также стали использовать рычажки.

## Исполнение
Обычно парагвайские арфисты защипывают струны подушечками пальцев и ногтями. Правая рука исполняет мелодию октавами и дополняет терциями и секстами той же октавы, а левая аккомпанирует арпеджио, иногда играя полные аккорды.
В этническом отношении 95 % населения Парагвая являются метисами, потомками смешанных браков испанцев и гуарани. Остальные 5 % составляют коренные этнические группы (аче, мака, кадивеу и др.), а также переселенцы из Европы и Японии: немцы, нидерландцы-меннониты, русские, украинцы, японцы. Среди последних на арфе играют только некоторые японцы и меннониты.
Исполнитель должен подобрать репертуар в соответствии с мероприятием. В случае, если арфисту аккомпанируют гитары, он может сосредоточиться на сложных пассажах, не отвлекаясь на ритм и гармонию, которую играют гитары. Арфисты Парагвая очень изобретательны и много импровизируют, а также нередко заимствуют друг у друга фрагменты.
Арфисты помимо обычного используют два особых тремоло: trino и trémlo paraguayo: трино — быстрые движения вторым и третьим пальцами по струнам взад-вперёд. Другой приём — bordoneado, быстрый однократный защип басовой струны большим пальцем и заглушение струны ладонью. Также популярно обильное глиссандо, при котором третий палец приглушает резонанс струн за вторым.
В Парагвае арфистов делят на «популярных» (исп. arpero popular) и «профессиональных» (исп. arpista). У профессиональных исполнителей со временем появляются индивидуальные особенности игры, помимо музицирования они также преподают и делают записи своей музыки. Большинство из них родом из провинции и родным языком у них является гуарани или дёпара. Слово arpero имеет несколько значений, в том числе «мошенник, вор», имело отрицательные коннотации и ассоциировалось с пьяницами и людьми, ведущими богемный образа жизни до успешных аргентинских туров, проведённых arpero в 1930—1940-х годах.
Arpero играют в «старом стиле», используя только большой и второй пальцы на правой руке (иногда также и средний) и вальсовый аккомпанемент левой рукой. Они захватывали струны с большой силой, так что их музыка звучала громко и резко.

## История

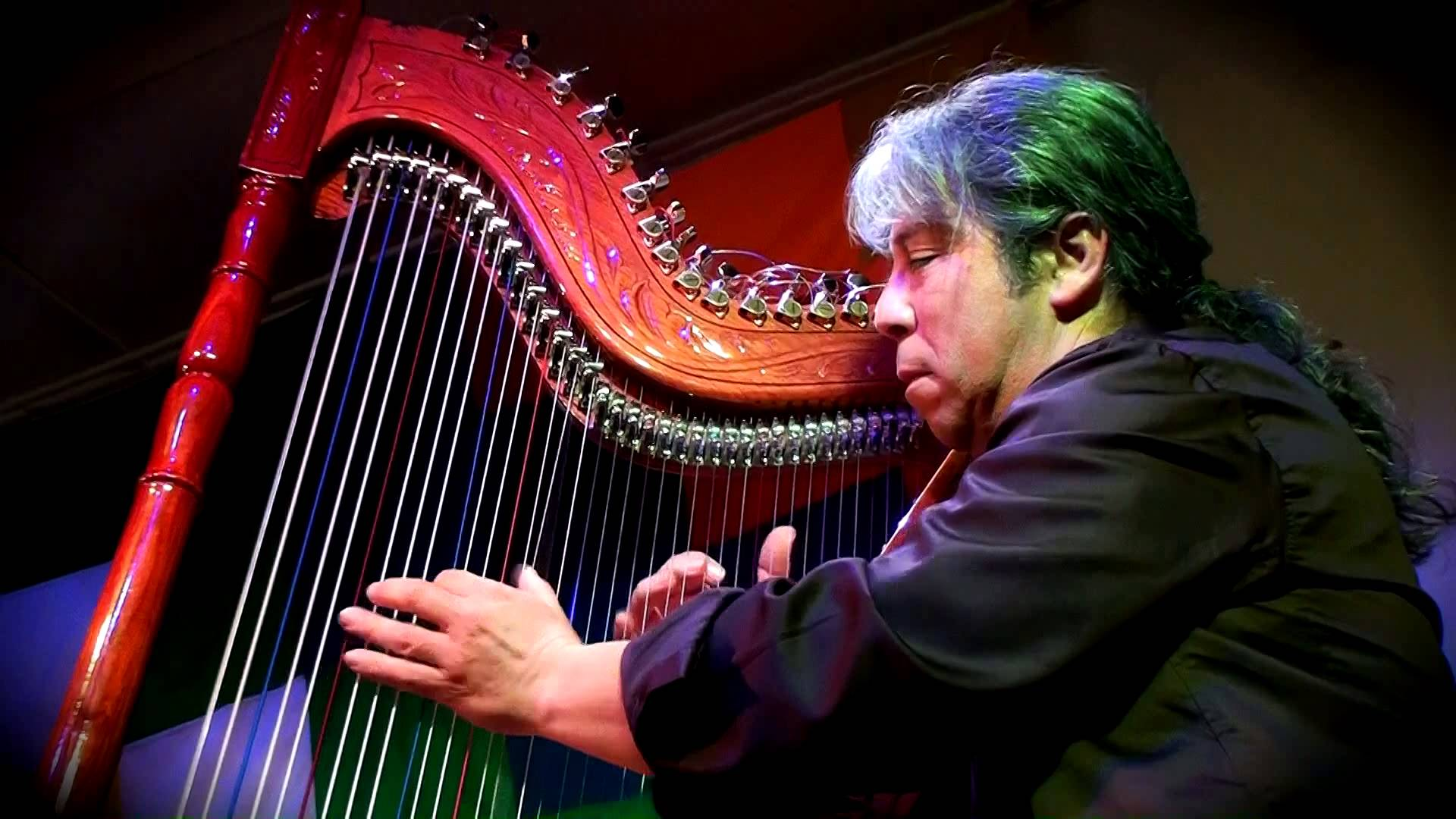
Исмаэль Ледесма

Арфа считается национальным символом Парагвая наряду с кружевами няндути, блюдом чипая и напитком мате, который в Парагвае пьют холодным и называют терере. В 2010 году президент Парагвая Фернандо Луго подписал постановление конгресса о присвоении парагвайской арфе статуса «символического инструмента национальной музыкальной культуры». В Европе её часто экзотизируют и именуют «индейской арфой», что неверно.
Двое исполнителей, Фелиш Перес Кардосо и Луис Бордон, сделали наиболее яркий вклад в развитие парагвайской арфы. «Эпохой Кардосо» называют период с конца XIX века по 1930-е годы, а «эпохой Бордона» — промежуток с 1950-х.

### Появление
Большинство арф в Парагвай завезли в XVII веке испанские иезуиты, однако точные даты их появления неизвестны, в том числе из-за того, что архивы и библиотеки оказались уничтожены во время Парагвайской войны. Первое упоминание арфы на территории Рио-де-ла-Плата относится к 1590 году, что предвосхищает появление в регионе иезуитов. До этого в Южной Америке не было струнных инструментов, за исключением нескольких смычковых, распространённых на небольшой территории. В Средних веках и в эпоху Просвещения арфа была популярна в Испании, откуда иезуиты отправлялись проповедовать среди гуарани Христианские миссионеры повсеместно использовали музыку как инструмент для обучения местного населения катехизису и сопровождали повседневную жизнь музыкой аналогично тому, как это делали в монастырях.
Аргентинская Кордова стала музыкальным центром этой части Южной Америки в XVII столетии, там работало множество талантливых композиторов, преподавателей и музыкантов. В третьей четверти XVIII века иезуиты были изгнаны из Парагвая, но многие гуарани, обучившиеся в их монастырях музыке, стали заниматься ей профессионально. В XIX веке арфа прочно вошла в народную музыку региона Рио-де-ла-Плата.
До конца XVIII — начала XIX века арфу можно было услышать во время католической мессы, однако популяризация арфы вывела её из сакральной музыки. В первой четверти XX столетия арфы начали играть вместе с гитарами.

### Эпоха Кардосо
Фелиш Перес Кардосо получил типичное для arpero образование в глубинке. Вместе с лютнистом Эпифанио Лопесом Кардосо модифицировал конструкцию парагвайской арфы, также он развил гармонию и ритм традиционного аккомпанемента. Он часто выступал на радио Буэнос-Айреса с живыми концертами, играл с различными коллективами и сам, в дорогих ресторанах и студиях звукозаписи, где исполнял аргентинские и парагвайские народные произведения. Он вдохновлялся народной музыкой, когда сочинял собственные композиции.
Широкую популярность завоевала его аранжировка народной песни Pájaro campana, имитирующая брачное пение одноимённой птицы, а также оригинальная композиция Tren lechero; в обеих можно услышать инновации, введённые в исполнительскую технику самим Кардосо: короткие мелодические глиссандо, особое тремоло trémolo paraguayo и игру на добавленных им же басовых струнах bordoneado.
Парагвайская арфа впервые завоевала популярность в Аргентине в 1930—1940-х благодаря гастролям Кардосо. После Кардосо множество парагвайских арфистов отправились выступать в Аргентине, Боливии, Бразилии, Венесуэле, Колумбии, Перу, Чили, Эквадору, карибским странам, Канаде и США. Его техники продолжают имитировать, а его сочинения пользуются большой популярностью в народе.

### Эпоха Бордона
До конца 1950-х арфа в основном аккомпанировала голосу вместе с небольшими ансамблями исп. conjuntos. В 1950-х Дигно Гарсия, игравший в коллективе Trío Los Paraguayos, много концертировал в Европе и Азии, познакомив их с парагвайской арфой. С этого времени парагвайские арфисты воспринимают свою игру не только как музыкальное достижение, но и как выражение своего патриотизма, особенно если выступают за границей. Тогда же власти Парагвая стали поощрять «патриотическую» музыку и искусство (это продолжалось до середины 1980-х). В 1951 году Дионисио Арсамендиа первым из арфистов начал петь в conjuntos.
«Эпоха Бордона» началась 1959 году, когда он озаглавил свою запись Harpa paraguáia: до него у парагвайской арфы не было широко известного имени. Он также стал первым исполнителем, выпустившим сольный LP. Вслед за ним карьеру солиста избрали профессиональные arpista Николас Кабальеро, Сезар Катальдо, Ракель Леброн, Исмаэль Ледесма. Другие же знаменитые арфисты продолжали аккомпанировать ансамблям-conjuntos.
Бордон много лет жил в Бразилии, он стал первым парагвайским арфистом, сделавшим записи бразильской музыки на своём инструменте: он играл на арфе карнавальные произведения, болеро и танго.
Благодаря появлению рычажков, ключей и техник прижимания струн пальцами для извлечения звука на полтона выше парагвайская арфа стала хроматическим инструментом, что открыло ей новый репертуар. В 1960-х парагвайские арфисты начали исполнять интернациональную музыку, что было положительно оценено зарубежной аудиторией. В начале 1970-х парагвайская арфа впервые зазвучала в академической музыке — в исполнении Абеля Санчеса Гименеса.
С 1980-х арфа часто используется на музыкальных фестивалях. В столице, Асунсьоне, регулярно проводятся фестивали арфовой музыки. С 1990-х годов популярность инструмента увеличилась, и спрос на них вырос.
В XXI веке молодые музыканты ищут современный подход не только к музыке, но и к старинному инструменту. Один из них — Атилио Маттеуччи, больше известный как «Ати» или «Ати сумасшедший арфист» (англ. Athy Freak Harper). Это пока единственный музыкант из Аргентины, сделавший арфу электрической, подобно гитаре.

## Музыка
Классический репертуар парагвайской арфы — польки в размере 6/8 с гемиолами. Музыка может быть «кырены» (kyre’ỹ) — «живой», и «пурахей-асы» (purahéi asy) — исполняемой с сильным чувством. С 1950-х на арфе исполняют многие народные произведения других стран Латинской Америки, тоже в основном диатонических с короткими мелодическими фразами. После последней доли такта часта синкопа, создающее ощущение отстающей мелодии. Испанское влияние видно в использовании фригийского оборота. Композиции обычно состоят из куплетов, предваряющихся короткими инструментальными проигрышами или бриджами

### Комментарии
1. ↑  Epifanio López
2. ↑  Papi Galán
3. ↑  Oscar Maldonado
4. ↑  Epifanio Monges
5. ↑  Adelio Ovelar
6. ↑  Mario Ovelar
7. ↑  Agustín, Aureliano, Emigdio, Nicolás, Salomón Sanabria
8. ↑  Abel Sánchez Giménez
9. ↑  Mariano González
10. ↑  instrumento símbolo de la cultura musical nacional
11. ↑  Digno García
12. ↑  Dionisio Arzamendia
13. ↑  Nicolás Caballero
14. ↑  Ceśar Cataldo